# Имамов, Алиосман
Алиосман Ибраим Имамов (20 марта 1953, Абланица, Благоевградская область — 11 июня 2025) — болгарский учёный и политик из Движения за права и свободы. 12 ноября 2013 года он был избран заместителем спикера Народного собрания.

## Биография
Он родился в селе Абланица в регионе Гоцеделчевско. Бывший заместитель председателя Движения за права и свободы. Он был членом парламента с 2001 года, когда он возглавлял список Движения под именем Арсо Бинков Манов. В марте 2003 года он вернул себе своё старое имя — Алиосман Ибраим Имамов, которое носил до Возродительного процесса. То же самое делает и его жена, которая сменила имя с Милены Аленовой Мановой на Метаанет Алиризу Имамову.
Окончил Экономический техникум в Благоевграде и получил высшее образование по специальности «Статистика» в Университете национального и мирового хозяйства. С 1981 года — преподаватель кафедры статистики и эконометрики факультета прикладной информатики и статистики Университета национального и мирового хозяйства. Доктор экономических наук (1987), доцент (1996). С 27 октября 2014 года — заместитель председателя XLIII Народного собрания.
Владел русским и английским языками. Был женат, имел двоих детей – сына Александра и дочь Биляну.
Умер 11 июня 2025 года.